# Yaa Asantewaa
Yaa Asantewaa (sinh ngày 17 tháng 10 năm 1840 - mất ngày 17 tháng 10 năm 1921). Bà là nữ vương của vùng Ejisu trong thời gian đế chế Ashati (đế chế này là của người Akan) cai trị. Ngày nay, khu vực này là một phần của Ghana ngày nay. Vào năm 1900, khi bà đã 60 tuổi, bà đã dẫn đầu cuộc chiến để chống lại thực dân Anh mà được biết đến với tên "cuộc chiến ngai vàng" (tên tiếng Anh: War of the Golden Stool) hay còn nó có tên khác là "cuộc chinh phạt thứ ba của người Ashanti", "sự nổi dậy của Ashanti".

## Lí lịch
Bà sinh ra ở thị trấn Besease, phía nam Ghana cùng với em trai của bà là Afrane Panin (sau này ông cai trị vùng Edweso, bên cạnh Besease). Sau khi lớn lên trong yên bình, bà trồng trọt ở những vùng đất quanh Boankra rồi làm vợ lẽ của một người đàn ông ở Kumasi và có một đứa con gái.

## Hành động
Suốt thời gian em trai bà nằm quyền, bà đã thấy nhiều sự kiện đe dọa đến tương lai của vương triều này, bao gồm cả cuộc nội chiến từ năm 1883 đến năm 1888. Khi em trai bà mất, bà bổ nhiệm cháu nội bà thay thế.
Sau đó, người Anh bắt đầu đày nhiều thành viên trong vương triều này, bao gồm cả cháu bà sang Seychelles. Từ đó, bà bắt đầu nhiếp chính.
Khi thông đốc người Anh của khu vực Golden Coast, Frederick Hodgson yêu cầu người Ashanti giao ra chiếc ghế vàng (đó là một biểu tượng của vương triều này). Vì thế, một cuộc họp bí mật được bà tổ chức. Tại đây, bà đã nói những lời như sau:
"Giờ đây, ta đã thấy một vài người trong các ngươi đã sợ hãi khi bắt đầu chiến đầu cho vị vua của chúng ta. Nếu bây giờ mà Osei Tutu, Okomfo Anokye và Opuku Ware I còn sống, họ tuyệt đối sẽ không đứng nhìn vị vua của họ bị đối xử như vậy. Chẳng có một người đàn ông da trắng nào có thể nói như vậy với chúng ta như cái cách mà tên thống đốc kia đã nói vào buổi sáng hôm ấy. Lẽ nào sự dùng cảm của những người Asante không còn nữa? Ta không tin và nó chẳng phải là sự thật. Vì thế, ta buộc phải nói rằng: Nếu các người, những người đàn ông của Asante đã chùn bước thì ta sẽ kêu gọi những người phụ nữ. Và họ sẽ cùng ta chiến đấu với bọn người da trắng đến hơi thở cuối cùng".

Cuối cùng, bà được chọn bởi những lãnh đạo đứng đầu ở khắp vùng Asante để lãnh đạo cuộc chiến. Đây là một minh chứng đầu tiên cho việc phụ nữ có thể đóng vai trò của mình cho lịch sử Asante. Bà dẫn đầu một đội quân 5000 người.
Đầu tháng 3 năm 1900, quân của bà bắt đầu vây hãm một pháo đài ở Kumasi. Sau nhiều tháng, thống đốc Golden Coast gửi 1400 lính để đàn áp quân nổi loạn. Cuối cùng, bà cùng 15 thuộc hạ thân cận bị đày sang Seychelles. Sau đó gần một thế kỉ, cuộc chiến kết thúc với việc họ kí hiệp ước bảo hộ với người Anh.

## Tưởng nhớ
Bà được tưởng nhớ với bài hát:
"Koo koo hin koo
Yaa Asantewaa ee!
Obaa basia
Ogyina apremo ano ee!
Waye be egyae
Na Wabo mmode"
(Yaa Asantewaa
Người phụ nữ đứng trước bao đầu súng
Người phụ nữ đã hoàn thành bao sứ mệnh
Ôi, người phụ nữ oai hùng)}}
Ngoài ra, tên của bà còn được đặt cho một trường trung học nữ.